# Señora (canción)
Señora en una canción compuesta por el compositor Manuel Alejandro y Ana Magdalena en 1980 para el álbum Señora de Rocío Jurado.

## Descripción
La canción relata la historia de amor entre un hombre casado y una mujer que decide dar rienda suelta a su amor, desconociendo el estado civil del amado. Cuando ella llega a ser conocedora de la situación, se dirige a la cónyuge del hombre (señora), advirtiéndole de que pese a haber sido engañada en cuanto a la condición matrimonial del caballero, su amor es ya tan grande que no está en condiciones de renunciar a él.

## Repercusiones
Se trata de uno de los temas más conocidos de la cantante andaluza, incluido desde su publicación, entre los más destacados exponentes de su repertorio.

## En la cultura popular
En 2019 se estrenó un espectáculo musical, homenaje a la intérprete original, bajo el título de Señora, y a cargo de la cantante Tamara Jerez.